# 17 mai dans les chemins de fer
17 avril 17 juin
Chronologies thématiques
- Croisades
- Sports
- Disney

Cette page concerne les événements qui se sont déroulés un 17 mai dans les chemins de fer.

## Événements

### XIXesiècle
- 1803 : au Royaume-Uni, un décret autorise la création du Croydon, Mertsham and Goldstone Iron Railway Company

### XXesiècle
- 1945 : en France, l'organisation Résistance-Fer est citée à l'ordre de l'Armée.
- 1989 : en France, inauguration de la ligne TGV Atlantique par le président François Mitterrand.

### XXIesiècle
- 2003 : en France, début de l'exposition ferroviaire « Le Train Capitale » sur les Champs-Élysées à Paris. Cette exposition durera jusqu'au 15 juin 2003, et verra notamment l'arrivée d'un TGV sur les Champs-Élysées.
- 2006 : en Suisse, dans le canton de Berne, à Thoune, accident ferroviaire de Dürrenast (de), un train de chantier sans freins de la compagnie BLS dévale une ligne sur 31 km de manière incontrôlée et entre en collision avec un autre train de chantier à Thoune-Dürrenast. L'accident a été causé par une erreur dans le raccordement des conduites de freins lors d'une modification de composition du train. L'accident causera la mort des trois personnes présentes à bord[1],[2].
- 2013 : 
  - en Suisse, dans le canton du Valais, à Martigny, une collision entre un train régional en manœuvre qui a empiété sur le parcours d'un train de marchandises à gare, fait de gros dégâts matériels.
  - aux États-Unis, dans le Connecticut, à Fairfield, un déraillement survient sur un train de voyageurs de Metro-North Railroad entre les gares de Fairfield Metro (en) et Bridgeport (en), le train déraillé a obstrué la ligne adjacente et a heurté le train dans la direction opposée. Il y avait au moins 72 blessés parmi les 700 personnes à bord des deux trains[3].